# 蔣芸 (1944年)
蔣芸（1944年7月13日—），祖籍江蘇吳縣，出生於上海，成長於臺灣，女作家及期刊編輯，1960年代末到香港擔任電影編劇，在不同時期分別活躍於臺、港兩地。

## 生平
蔣芸1944年出生於上海，父親名為蔣子久（1912-1981年），1949年她隨家人移居臺灣。畢業於國立政治大學中文系。
1960年代在臺灣成為知名作家。1968年獲第9屆中國文藝獎章文學散文創作獎。
1968年與香港電影公司國泰簽約擔任電影編劇，但未幾轉投邵氏兄弟，1970年代在香港編寫多個劇本，及為電影歌曲作詞。
1970年代初，蔣芸與香港電影導演葉榮祖結婚，育有一子葉芃。兩人於1990年代因工作聚少離多而離婚。
其後在香港以從事雜誌編輯（如較早期的《新風采》:175）及貿易工作為主，亦曾在電視台宣傳部任職高級撰稿員:194。1977年廣告創作人施養德從電視劇《家變》情節獲得靈感，創辦《清秀雜誌》雜誌:172-176，蔣芸任初代編輯:172,175（故得別名蔣清秀:195，一些說法則稱她為創辦人及擔任總編輯:195）。她亦擔任過多本期刊的總編輯以及《精品》雜誌的負責人，亦撰寫專欄。

## 文學作品

### 短篇小說集
- 1967年：《屬於我的雨季》[18]
- 1968年：《遲鴿小築》[19]
- 1970年：《與我同舞》[20]
- 1981年：《如果你遇到一個人》[21]
- 1993年：《蓮花心情》[22]

### 長篇小說
- 1976年：《熱線》[23]
- 1983年：《人填歌歌填人》[24][15]:195

### 散文集
- 1970年：《香島隨筆》[25]
- 1981年：《低眉集》[26]、《我想念，我愛》[27]、《相見也無事》[28]、《離家以後》[29]、《小心眼》[30]、《一百二十個男人》[31]、《港都夜雨》[32]、《心頭還滴著昔日的雨點》[33]
- 1986年：《今宵別夢寒》[2][15]:195
- 2017年：《眼中．心中．意中》[34]

## 電影作品

### 編劇
| 上映年份 | 出品公司 | 作品名稱     | 備註                                                                       |
| -------- | -------- | ------------ | -------------------------------------------------------------------------- |
| 1970     | 國泰     | 我愛莎莎     | :30                                                                        |
| 1972     | 邵氏     | 雨中花       | 與南宮勳合編:142                                                           |
| 1972     | 邵氏     | 少奶奶的絲襪 | 與潘粵生合編:148                                                           |
| 1974     | 開發     | 晨星         | 改編自嚴沁同名小說:23                                                      |
| 1978     | 帝國     | 人魚戀       | 歌曲海洋、永別了我的愛作詞（王福齡作曲，徐小鳳唱）；丈夫葉榮祖導演:189-190 |

### 其他電影歌曲詞作
- 1971年：《歌迷小姐》（鄧麗君首部電影）部分歌曲[7][35]:70
- 1971年：《六刺客》[35]:71

## 備註
1. ↑  蔣子久有1961年擔任中華民國台灣省檢驗局專員的紀錄。

## 外部連結
- 蔣芸在香港影庫上的簡介